# Aminoaciduria
Aminoaciduria – obecność aminokwasów w moczu. W warunkach prawidłowych aminokwasy występują w moczu w niewielkiej ilości, natomiast zwiększenie ich poziomu jest objawem patologicznym.
Całkowita ilość aminokwasów wydalanych w ciągu doby z moczem u ludzi zdrowych nie zależy od stosowanej diety i wynosi 4–8 mmol. Dieta może jednak wpływać na wydalanie poszczególnych aminokwasów i na przykład spożywanie dużej ilości mięsa zwiększa w moczu stężenie histydyny i metylohistydyny.
Zwiększone stężenie aminokwasów w moczu może pojawiać się fizjologicznie w ciąży.
Patologiczne, zwiększone wydalanie z moczem aminokwasów może występować w:
- chorobach wątroby
- nadczynności tarczycy
- nowotworach
- oparzeniach
- urazach
- fenyloketonurii
- chorobie Wilsona
- galaktozemii
- zatruciach (fosfor, rtęć, ołów, kwas szczawiowy, bizmut, kadm)
- zespole nerczycowym
- zespole Fanconiego[2]
- krzywicy
- zaawansowanej niedokrwistości z niedoboru witaminy B12
- porfirii ostrej przerywanej